# Tom Stoppard
Sir Tom Stoppard OM CBE (Zlín, 1937. július 3. –) cseh származású Oscar- és többszörös Tony-díjas brit dráma- és forgatókönyvíró. Írt filmeknek, rádiónak, színpadnak és televíziónak, színdarabokkal került előtérbe. Munkássága az emberi jogok, a cenzúra és a politikai szabadság témáit öleli fel, gyakran a társadalom mélyebb filozófiai tematikájába nyúlva. Stoppard a Royal National Theatre dramaturgja volt, és generációjának egyik legtöbbet nemzetközileg előadott drámaírója. Erzsébet királynő 1997-ben lovaggá ütötte a színházhoz való hozzájárulásáért.
Stoppard Csehszlovákiában született, menekült gyermekként távozott a közelgő náci megszállás elől. A háború után, 1946-ban családjával Nagy-Britanniában telepedett le, miután az előző három évet (1943–1946) az indiai Himalájában, Dardzsilingben egy bentlakásos iskolában töltötte. Miután Nottinghamben és Yorkshire-ben tanult, újságíró, drámakritikus, majd 1960-ban drámaíró lett.
Stoppard legjelentősebb darabjai a Rosencrantz and Guildenstern Are Dead (1966), a Jumpers (1972), a Travesties (Travesztiák, 1974), a Night and Day (Éjjel és nappal, 1978), The Real Thing (Az igazi, 1982), az Arcadia (1993), The Invention of Love (1997), The Coast of Utopia (2002), Rock 'n' Roll (2006) és Leopoldstadt (2020). Ő írta a Brazil (1985), az Empire of the Sun (A Nap birodalma, 1987), a The Russia House (1990), Billy Bathgate (1991), Shakespeare in Love (1998), Enigma (2001) és Anna Karenina (2012) forgatókönyveit. valamint az HBO limitált sorozatát, a Parade's End-et (Az utolsó angol úriember, 2013). Ő rendezte a Rosencrantz and Guildenstern Are Dead (1990) című filmet, amely saját 1966-os darabjának adaptációja, Gary Oldman és Tim Roth a főszerepben.
Számos díjat és kitüntetést kapott, köztük egy Oscar-díjat, egy Laurence Olivier-díjat és öt Tony-díjat. 2008-ban a The Daily Telegraph a 11. helyre sorolta a "100 legbefolyásosabb ember a brit kultúrában" listáján. 2019 júniusában jelentették be, hogy Stoppard új darabot írt Leopoldstadt címmel, amely a 20. század eleji bécsi zsidó közösségben játszódik. A darabot 2020 januárjában mutatták be a Wyndham's Theatre-ben. A darab elnyerte a legjobb új darabnak járó Laurence Olivier-díjat, majd 2022-ben a legjobb darabnak járó Tony-díjat.

## Fiatalkora és iskolái
Stoppard Tomáš Sträussler néven született Csehszlovákia Morvaország régiójában, Zlínben, a cipőipar által uralt városban. Martha Becková és Eugen Sträussler fia, aki a Bata cipőgyártó cégnél dolgozott. Szülei nem vallásos zsidók voltak. Közvetlenül Csehszlovákia német megszállása előtt a város patrónusa, Jan Antonín Baťa zsidó alkalmazottait, többségében orvosokat helyezte át cégének Európán kívüli fiókjaiba. 1939. március 15-én, azon a napon, amikor a nácik megszállták Csehszlovákiát, a Sträussler család Szingapúrba menekült, ahol Batának gyára volt.
Szingapúr japán megszállása előtt Stoppard, testvére és anyjuk Indiába menekült. Stoppard apja Szingapúrban maradt a brit hadsereg önkénteseként, tudván, hogy orvosként szükség lesz rá a hadsereg védelmében. Amikor Stoppard négy éves volt, az apja meghalt. Az író sokáig úgy tudta, hogy Sträussler japán fogságban, hadifogolyként pusztult el. A Tom Stoppard in Conversation című könyv ezt írja le, de a szerző később felfedte, hogy apja a jelentések szerint megfulladt egy hajó fedélzetén, amelyet a japán erők bombáztak, amikor 1942-ben Szingapúrból próbált elmenekülni.
1941-ben, amikor Tomáš öt éves volt, őt, valamint bátyját Petr-t és anyjukat az indiai Dardzsilingbe evakuálták. A fiúk a Mount Hermon Schoolba jártak, egy amerikai többnemzetiségű iskolába, ahol a testvérekből Tom és Peter lett.
1945-ben édesanyja, Martha férjhez ment a brit hadsereg őrnagyához, Kenneth Stoppardhoz, aki angol vezetéknevet adott a fiúknak, és a család 1946-ban Angliába költözött. Stoppard mostohaapja erősen hitt abban, hogy "angolnak születni azt jelenti, hogy első díjat húzni az élet lottózóján" – idézet Cecil Rhodestól –, aki azt mondta 9 éves mostohafiának: „Nem veszed észre, hogy britté tettelek?" bemutatva Stoppard gyermekkori vágyát, hogy "tiszteletbeli angol" legyen. Azt mondta: "Elég gyakran találom magam olyan emberekkel, akik elfelejtik, hogy nem igazán tartozom abba a világba, amelyben élünk. Azt veszem észre, hogy elrontok valamit – lehet az a kiejtés, az angol történelem egy titkos darabja –, és hirtelen ott vagyok meztelenül, mint valaki, akinek belépője, sajtójegye van". Ez tükröződik a karaktereiben, jegyzi meg, akiket "állandóan rossz néven szólítanak meg, viccekkel és hamis nyomokkal, amelyek a két név zavarával kapcsolatosak". Stoppard a nottinghamshire-i Dolphin Schoolba járt, majd később. tanulmányait a yorkshire-i East Ridingben lévő Pocklington Schoolban végezte, amit utált.
17 évesen otthagyta az iskolát, és újságíróként kezdett dolgozni a Western Daily Pressnél Bristolban, anélkül, hogy egyetemre járt volna. Évekkel később megbánta a döntését, hogy lemondott az egyetemi tanulmányokról, de akkoriban imádta az újságírói munkáját, és szenvedélyesen szerette a karrierjét. 1954-től 1958-ig dolgozott a lapnál, amikor is a Bristol Evening World felajánlotta Stoppardnak cikkírói, humorista rovatvezetői és másodállásban drámakritikusi posztot, amivel a színház világába került. Stoppard a Bristol Old Vicben, amely akkoriban egy nagy tekintélynek örvendő regionális repertoárvállalat volt, pályafutásuk elején barátságot kötött John Boorman rendezővel és Peter O'Toole színésszel. Bristolban inkább az erőltetett humorkísérleteiről és stílustalan öltözködéséről vált ismertté, mint írói munkásságáról.

## Pályája

### Korai munkái
Stoppard 1953–1954-ben írt rövid rádiójátékokat, és 1960-ra elkészült első színpadi darabja, a Séta a vízen, amely később az Enter a Free Man (1968) nevet kapta. Azt mondta, hogy az alkotás sokat köszönhet Robert Bolt Flowering Cherry (Virágzó cseresznye) és Arthur Miller Death of a Salesman című művének. Egy héten belül azután, hogy elküldte az A Walk on the Water-t (Séta a vízen) egy ügynöknek, Stoppard megkapta a "hollywoodi stílusú táviratokat, amelyek megváltoztatják a küzdő fiatal művészek életét". Első darabja választható volt, Hamburgban állította színpadra, majd 1963-ban sugározta a független brit televízió. 1962 szeptemberétől 1963 áprilisáig Stoppard a Scene magazin drámakritikusaként dolgozott Londonban, kritikákat és interjúkat írt mind a saját neve, mind William Boot álnéven (Evelyn Waugh Scoopjából). 1964-ben a Ford Alapítvány támogatása lehetővé tette Stoppard számára, hogy 5 hónapot töltsön írással egy berlini kastélyban, ami egy egyfelvonásosból, a Rosencrantz and Guildenstern Meet King Lear (Rosencrantz és Guildenstern találkozik Lear királylyal) címmel jelent meg, amelyből később a Tony-díjas, Rosencrantz and Guildenstern Are Dead (Rosencrantz és Guildenstern halott) című darabja lett.
A következő években Stoppard számos művet készített rádiónak, televíziónak és színháznak, köztük az "M" is for Moon Among Other Things (1964), A Separate Peace (1966) és az If You're Glad I'll Be Frank (1966). 1967. április 11-én – az 1966-os Edinburgh-i Fesztiválon aratott sikert követően – a Rosencrantz és Guildenstern Are Dead bemutatója a Royal National Theatre előadásában az Old Vicben egyik napról a másikra sikeressé tette Stoppardot. A Jumpers (1972) egy erkölcsfilozófia professzort helyez egy gyilkossági krimiben egy csomó radikális tornász mellé. A Travesties (1974) feltárta a „vad” lehetőségeket, amelyek abból fakadnak, hogy Vlagyimir Iljics Lenin, James Joyce és Tristan Tzara mind Zürichben tartózkodtak az első világháború alatt. Stoppard egy regényt írt, Lord Malquist and Mr Moon (1966), amely a kortárs Londonban játszódik. A szereplőgárdában szerepel a 18. századi figura, a dagadt Malquist és hatástalan Boswell, Moon, valamint cowboyok, egy oroszlán (a Ritzből kitiltva) és egy szamár szülte ír, aki azt állítja magáról, hogy ő a Feltámadott Krisztus.

### 1980-as évek
Az 1980-as években amellett, hogy saját műveit írta, Stoppard számos színdarabot fordított angolra, köztük Sławomir Mrożek, Johann Nestroy, Arthur Schnitzler és Václav Havel műveit. Ebben az időben hatottak rá a lengyel és cseh abszurdisták művei. Beválasztották az Outrapo csoportba, egy távolról sem komoly francia mozgalomba, amely a színészek színpadi technikáját a tudományon keresztül javítja.
Stoppard 1982-ben mutatta be The Real Thing című darabját. A történet egy férfi-nő kapcsolat, valamint a színésznő és egy olyan csoport tagja közötti küzdelem körül forog, amely egy skót katona kiszabadításáért küzd, akit egy tüntetés során egy emlékkoszorú elégetése miatt bebörtönöztek. A főszerepeket Roger Rees és Felicity Kendal alakította. A történet az őszinteség különböző konstrukcióit vizsgálja, beleértve a színdarabon belüli játékot is, hogy a valóság és a látszat témáját vizsgálja. Stoppard egyik "legnépszerűbb, legmaradandóbb és önéletrajzi ihletésű darabjaként" jellemezték.
A darab 1984-ben került át a Broadwayre, és Mike Nichols rendezte, a főszerepekben Jeremy Irons és Glenn Close, a mellékszerepben Christine Baranski. Az előadás kritikus sikert aratott, a The New York Times színházi kritikusa, Frank Rich kijelentette: "A The Real Thing Broadway-i változata – az eredeti londoni produkció jelentős átdolgozása – nemcsak Mr. Stoppard legmegindítóbb darabja, hanem a legüdítőbb darab is, amelyet évek óta bárki írt a szerelemről és a házasságról." A produkciót hét Tony-díjra jelölték, és öt díjat nyert a legjobb darab kategóriában Nichols, Irons, Close és Baranski számára. Ez lett Stoppard harmadik Tony-díja a legjobb színdarab kategóriában, az 1968-as Rosencrantz and Guildenstern Are Dead és az 1976-os Travesties után.
1985-ben Stoppard Terry Gilliammel és Charles McKeownnal közösen írt egy játékfilmet, a Brazil (1985) című szatirikus sci-fi fekete komédiát. A film szinte egyetemes elismerést kapott. Pauline Kael, a The New Yorker kritikusa kijelentette: "Vizuálisan ez egy eredeti, bravúros filmalkotás... Gilliam víziója organikusan jelenik meg a vásznon – és ez jelentős teljesítmény." Stoppardot, Gilliammel és McKeown-nal együtt jelölték a legjobb eredeti forgatókönyv Oscar-díjára, a Witness ellenében. Ezután Steven Spielberg forgatókönyvét írta Empire of the Sun (A nap birodalma, 1987) és az Indiana Jones és az utolsó kereszteslovag (1989) című filmekhez. Spielberg később azt nyilatkozta, hogy bár Stoppard az utóbbi kettőnél nem kapott jóváhagyást, "a film szinte minden egyes párbeszédsoráért ő volt a felelős".

### 1990-es évek
1993-ban Stoppard megírta az Arcadia című darabot, amelyben két modern akadémikus és egy 19. század eleji derbyshire-i vidéki ház lakói, köztük arisztokraták, házitanítók és Lord Byron színpadon nem látható, múló jelenlétét vizsgálja. A darab témái között szerepelnek a termodinamika második törvényének filozófiai következményei, a romantikus irodalom és az angol festői kerttervezési stílus.
Az első produkciót a Királyi Nemzeti Színházban mutatták be Trevor Nunn rendezésében Rufus Sewell, Felicity Kendal, Bill Nighy és Harriet Walter főszereplésével. 1993-ban elnyerte a legjobb új darabnak járó Laurence Olivier-díjat. Egy évvel később a darab átkerült a Broadway-re Billy Crudup, Blair Brown, Victor Garber és Robert Sean Leonard főszereplésével. A produkciót kedvezően fogadták, Vincent Canby a The New York Times-ban azt írta, hogy "Bár vannak igazi nehézségek ezzel a produkcióval...[vannak] nagyszerű élvezetek is, amelyek közül nem utolsósorban Mark Thompson díszletei és jelmezei. Leginkább azonban Stoppard úr nagyszerűen eklektikus megszállottsága és egyedülálló drámaírói képességei. Figyeljen rájuk." A produkciót három Tony-díjra jelölték, köztük a legjobb darabért, ami elveszett Terrence McNally Love! Valour! Compassion!-val (Szerelmi csetepaté; szó szerint: Szerelem! Bátorság! Együttérzés!) szemben.
Stoppard az általa írt Shakespeare in Love (1998) című játékfilmmel szerzett elismerést. A film, amely egy romantikus vígjáték, egy kitalált történetre összpontosít, amelyben William Shakespeare és egy fiatal nővel való románca szerepel, aki a Rómeó és Júlia című darab ihletője. A film főszereplői Joseph Fiennes, Gwyneth Paltrow, Geoffrey Rush, Colin Firth és Judi Dench. A film kritikai és pénzügyi sikert aratott, és hét Oscar-díjat nyert, köztük a legjobb filmnek járó elismerést. Stoppard pályafutása második Oscar-jelölését és első győzelmét kapta a legjobb eredeti forgatókönyvért. A forgatókönyvéért megkapta a BAFTA-díjat és a Golden Globe-díjat is.

### 2000-es évek
A The Coast of Utopia (2002) olyan színdarab-trilógia volt, amelyet Stoppard írt a 19. század végén az orosz forradalmárok közötti filozófiai vitákról. A trilógia a Voyage, a Shipwreck és a Salvage elemekből áll (utazás, hajótörés, mentés). A darab főbb szereplői közé tartozik Mihail Bakunyin, Ivan Turgenyev és Alekszandr Herzen. A cím Avrahm Yarmolinsky Road to Revolution: A Century of Russian Radicalism (1959) című könyvének egyik fejezetéből származik. A darab premierje 2002-ben volt a Royal National Theatre színházban Trevor Nunn rendezésében, összesen kilenc órán át. A darabot három Laurence Olivier-díjra jelölték, köztük a legjobb új darab kategóriában, végül minden kategóriában veszített. 2006-ban volt a Broadway-i premierje Billy Crudup, Jennifer Ehle és Ethan Hawke főszereplésével. A darab 10 jelölést kapott, és hét díjat nyert, köztük a legjobb darabért, ami Stoppard negyedik győzelme a kategóriában.
A Rock 'n' Roll (2006) Cambridge-ben, Angliában és Prágában játszódik. A darab az 1960-as évek rockzenéjének kultúráját tárta fel, különös tekintettel Syd Barrett személyére és a cseh The Plastic People of the Universe zenekar politikai kihívására, tükrözve az angliai liberális társadalom és az elnyomó cseh állam közötti ellentétet a Varsói Szerződés prágai tavaszba való 1968-as beavatkozása után.
Stoppard tagja volt a Standpoint magazin című folyóirat tanácsadó testületének, és jelentős szerepet játszott annak megalapításában, ő tartotta a nyitóbeszédet a folyóirat indulásakor. Emellett a Shakespeare Schools Festival védnöke is, egy olyan jótékonysági szervezeté, amely lehetővé teszi, hogy iskolások az Egyesült Királyságban Shakespeare-t professzionális színházakban adhassanak elő. Stoppardot 2002-ben nevezték ki a Londoni Könyvtár elnökévé, 2017-ben pedig alelnökévé Sir Tim Rice elnökké választását követően.

### 2010-es évek
Joe Wright számára Stoppard Tolsztoj Anna Karenyináját adaptálta a 2012-es filmadaptációba Keira Knightley főszereplésével. Lisa Schwarzbaum, az Entertainment Weekly filmkritikusa így méltatta a filmet és Stoppardot: "Stoppard – aki maga is mestere olyan remek darabokban, mint az Arcadia – kiválóan tiszta, finoman kiegyensúlyozott forgatókönyvvel szolgál".
2012-ben Stoppard egy ötrészes limitált sorozatot írt a televízió számára, a Parade's End címűt, amely egy konzervatív angol arisztokrata, az aljas szocialista felesége és egy fiatal szüfrazsett közötti szerelmi háromszög körül forog. A sorozatot a BBC Two-n mutatták be Benedict Cumberbatch és Rebecca Hall főszereplésével. A sorozatot széles körben elismerték a kritikusok, a The Independent-től Grace Dent szerint pedig „az egyik legjobb dolog, amit a BBC valaha készített”. Az IndieWire kijelentette: "A Parade’s End csodálatos teljesítmény, okos, felnőtteknek szóló televíziózás." Stoppard Brit Akadémia Televíziós Díjat és Primetime Emmy-díjat kapott a sorozatért.
2019 júniusában jelentették be, hogy Stoppard új darabot írt Leopoldstadt címmel, amely a 20. század eleji bécsi zsidó közösségben játszódik. A darabot 2020 januárjában mutatták be a Wyndham's Theatre-ben. A darab elnyerte a legjobb új darabnak járó Laurence Olivier-díjat. A darab ezután átkerült a Broadway-re, 2022. október 2-án lett látható. Hat Tony-díjra jelölték, és négyet nyert el, köztük a legjobb játék díját.

## Forgatókönyvírás
Stoppard olyan forgatókönyveket is írt, mint a Szerelmes Shakespeare (1998) és az Indiana Jones és az utolsó kereszteslovag (1989).[21] Dolgozott a Star Wars: Episode III – A Sithek bosszújában is, bár Stoppard sem hivatalos, sem formális elismerést nem kapott ebben a szerepben. Hasonló beosztásban dolgozott Tim Burtonnal a Sleepy Hollow című filmjén. Rádiójátéka, a Darkside (2013) a BBC Radio 2 számára készült, hogy megünnepeljék a Pink Floyd The Dark Side of the Moon című albumának 40. évfordulóját.

## Témák

### Egzisztencializmus
A Rosencrantz és Guildenstern Are Dead (1966–67) volt Stoppard első jelentős darabja, amely elismerést kapott. Hamlet története két udvaronc szemszögéből elmesélve Beckettre emlékeztet a kétfelvonásos szópárbajban, az egzisztenciális témákban és a nyelvi játékban. A "Stoppardian" olyan kifejezéssé vált, amely a műveket szellemességgel és komédiával írja le, miközben filozófiai fogalmakkal foglalkozik. Dennis Kennedy kritikus megjegyezte: "Stoppard dramaturgiájának több jellegzetességét is megalapozta: szójátékos intellektualitását, merész, paradox és öntudatos teatralitását, valamint a már létező narratívák átdolgozásának előnyben részesítését...". Stoppard darabjait olykor ügyes showművészetnek minősítették, amelyből hiányzik a tartalom, a társadalmi elkötelezettség és az érzelmi súly. Színházi felszínei inkább elrejtik, mintsem felfednék szerzőjük nézeteit, és a paradoxonok iránti rajongása távolodik a társadalmi kommentároktól. Ez legvilágosabban a The Real Inspector Hound (1968) és az After Magritte (1970) című vígjátékaiban mutatkozik meg, amelyek humorukat az átkeretezés és az egymás mellé helyezés erősen formális eszközeivel teremtik meg." Maga Stoppard odáig ment, hogy kijelentette: "Abba kell hagynom, hogy a darabjaimat a társadalmi alkalmazás eme leheletével kompromittáljam. Teljesen érintetlennek kell lenniük a hasznosság minden gyanújától." Elismeri, hogy "nyelvi stréberként" kezdte, elsősorban a nyelvi és ideológiai játékosságot élvezte, és pályája elején úgy érezte, hogy az újságírás sokkal alkalmasabb a politikai változások előrejelzésére, mint a drámaírás.

### Intellektualitás
Az intellektualitást előnyben részesítő vádak a politikai elkötelezettség vagy a kommentár helyett irányváltásra találtak, mivel Stoppard egyre inkább társadalmilag elkötelezett munkát végzett. 1977-től személyesen foglalkozott emberi jogi kérdésekkel, különös tekintettel a kelet-közép-európai politikai disszidensek helyzetére. 1977 februárjában az Amnesty International egyik munkatársával a Szovjetunióba és több kelet-európai országba látogatott.[1] Júniusban Stoppard Londonban találkozott Vlagyimir Bukovszkijjal, majd Csehszlovákiába utazott (akkor még kommunista ellenőrzés alatt), ahol találkozott Václav Havel disszidens drámaíróval és későbbi elnökkel, akinek írásait nagyra becsüli.[1][14] Stoppard részt vett az Index on Censorship, az Amnesty International és a Pszichiátriai Visszaélések Elleni Bizottság (Committee Against Psychiatric Abuse) munkájában, és különféle újságcikkeket és leveleket írt az emberi jogokról. Nagy szerepe volt Havel műveinek angolra fordításában. Az Every Good Boy Deserves Favor (1977), "egy színészekre és zenekarra írt darab" André Previn karmester/zeneszerző felkérésére készült, és egy orosz száműzöttel való találkozás ihlette. Ez a darab, valamint a Dogg's Hamlet, Cahoot's Macbeth (1979), The Coast of Utopia (2002), a Rock 'n' Roll (2006) és két televíziós műve, a Professional Foul (1977) és a Squaring the Circle (1984) mind a cenzúra, a joggal való visszaélés és az állami elnyomás témáit járják körül.
Későbbi munkái nagyobb interperszonális mélységekre törekedtek, miközben megőrizték intellektuális játékosságukat. Stoppard későbbi művei nagyobb személyközi mélységekre törekedtek, miközben megőrizték intellektuális játékosságukat. Stoppard elismeri, hogy 1982 körül eltávolodott a "vitatkozó" művektől, és inkább a szívdarabok felé fordult, mivel "kevésbé szégyenlős" lett az érzelmi nyitottsággal kapcsolatban. A szív és az elme későbbi integrációjáról a munkájában így nyilatkozott: "Azt hiszem, amikor elindultam, túlságosan aggódtam, hogy néhány másodpercenként felrobbanjon egy tűzijáték...". Azt hiszem, mindig is a szórakoztatót kerestem magamban, és úgy tűnik, hogy a nyelv manipulálásával tudok szórakoztatni... [de] valójában az emberekről van szó, nem is igazán a nyelvről." A The Real Thing (1982) metaszínházi struktúrát használ a házasságtörés okozta szenvedés feltárására, és a The Invention of Love (1997) is a szenvedély fájdalmát vizsgálja. Az Arcadia (1993) a káoszelmélet, a történetírás és a kertépítészet találkozását vizsgálja. Trevor Nunn Gorkij Nyaralók című drámája ihlette, hogy megírja az "emberi" színdarabok trilógiáját: The Coast of Utopia (Utazás, Hajótörés és Mentés, 2002).
Stoppard megjegyezte, hogy azért szereti a színházi közeget, mert minden ponton "állítható", nem fagyott, folyamatosan növekszik és fejlődik minden egyes próbán keresztül, a szövegtől függetlenül. Hasonló a filmre való írás élménye is, amely felszabadító lehetőséget kínál arra, hogy "Istent játsszon", és maga irányítsa a kreatív valóságot. Egy darab első ötletétől a színpadra állításig gyakran négy-öt év telik el, és igyekszik a lehető legmélyebb pontossággal végezni a kutatásait.

## Magánélete

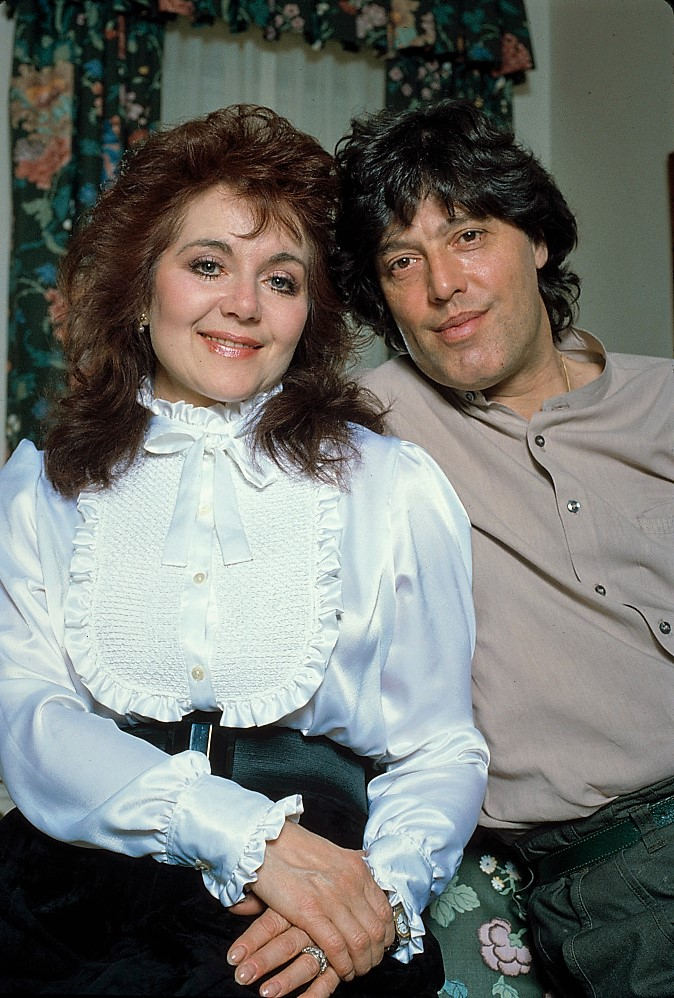
Miriam és Tom Stoppard, New York City, 1985 körül

### Család és kapcsolatok
Stoppard háromszor nősült. Első házasságát Josie Ingle (1965–1972) ápolónővel kötötte; második házasságát Miriam Sternnel (1972–1992). Elváltak, amikor kapcsolatba kezdett Felicity Kendal színésznővel. Sinéad Cusack színésznővel is volt kapcsolata, de a lány világossá tette, hogy feleségül kíván maradni Jeremy Ironshoz, és közel maradni két fiukhoz. Továbbá, miután újra találkozott egy fiával, akit örökbefogadásra adott, inkább vele akart időt tölteni Dublinban, mint Stopparddal abban a házban, ahol Franciaországban éltek. Első két házasságából két fia van: Oliver Stoppard, Barnaby Stoppard, a színész Ed Stoppard és Will Stoppard, aki Linzi Stoppard hegedűművész házastársa. 2014-ben feleségül vette Sabrina Guinnesst.
Stoppard édesanyja 1996-ban meghalt. A család nem beszélt a történelméről, és egyik testvér sem tudta, mi történt a Csehszlovákiában hagyott családdal. Az 1990-es évek elején, a kommunizmus bukásával Stoppard rájött, hogy mind a négy nagyszülője zsidó volt, és Terezinben, Auschwitzban és más táborokban haltak meg, édesanyja három nővérével együtt.
1998-ban, szülei halála után, több mint 50 év után először tért vissza Zlínbe. Kifejezte bánatát egy elveszett apa és a hiányzó múlt miatt, de nincs olyan érzése, hogy túlélő lenne, bármi is legyen a helyzet. "Hihetetlenül szerencsésnek érzem magam, hogy nem kellett túlélnem vagy meghalnom. Ez egy szembetűnő része annak, amit elbűvölt életnek nevezhetünk."
2013-ban Stoppard felkérte Hermione Lee-t, hogy írja meg életrajzát. A könyv 2020-ban jelent meg.

### Politikai nézetek
1979-ben, Margaret Thatcher megválasztásának évében, Stoppard megjegyezte Paul Delaney-nek: "Konzervatív vagyok, kis k-val. Konzervatív vagyok a politikában, az irodalomban, az oktatásban és a színházban." 2007-ben "félénk libertáriánusnak" nevezte magát.
A Tom Stoppard-díjat (csehül: Cena Toma Stopparda) 1983-ban hozták létre a Charta ’77 alapítvány keretében, és cseh származású szerzőknek ítélik oda.
Kevin Spacey-vel, Jude Law-val és másokkal együtt Stoppard 2011 márciusában csatlakozott az Alekszandr Lukasenko rezsimje elleni tiltakozásokhoz, ezzel is kifejezve, hogy támogatják a fehérorosz demokrácia mozgalmat.
2014-ben a Stoppard nyilvánosan támogatta a "Hacked Off"-ot és a sajtó önszabályozása felé irányuló kampányát azáltal, hogy "megvédte a sajtót a politikai beavatkozástól, ugyanakkor létfontosságú védelmet nyújtott a kiszolgáltatottaknak."

## Öröksége és kitüntetései

### Díjak
2013 júliusában elnyerte a PEN Pinter-díjat „az eltökéltségéért, hogy úgy mondja el a dolgokat, ahogy vannak”.
2017 júliusában Stoppardot a Brit Akadémia tiszteletbeli tagjává választotta az Egyesült Királyság nemzeti humán- és társadalomtudományi akadémiája. Stoppardot a 2017–2018-as tanévre Cameron Mackintosh-nak nevezték ki az oxfordi St Catherine's College kortárs színházi vendégprofesszorává.
Stoppard a művészet különböző formáiban jelent meg. Alan Thornhill szobrászművésznek ült, és egy bronzfej ma közgyűjteményben van, az austini Texasi Egyetem Harry Ransom Központjának olvasótermében, a Stoppard-iratokkal együtt. A terrakotta a művész londoni gyűjteményében maradt. A Stoppard mellszobrával kapcsolatos levelezési aktát a Henry Moore Alapítvány leedsi Henry Moore Intézetének archívumában őrzik.
Stoppard ült Angela Conner szobrásznak és barátjának is, akinek bronz portré mellszobra a Chatsworth House területén látható.

## Archívum

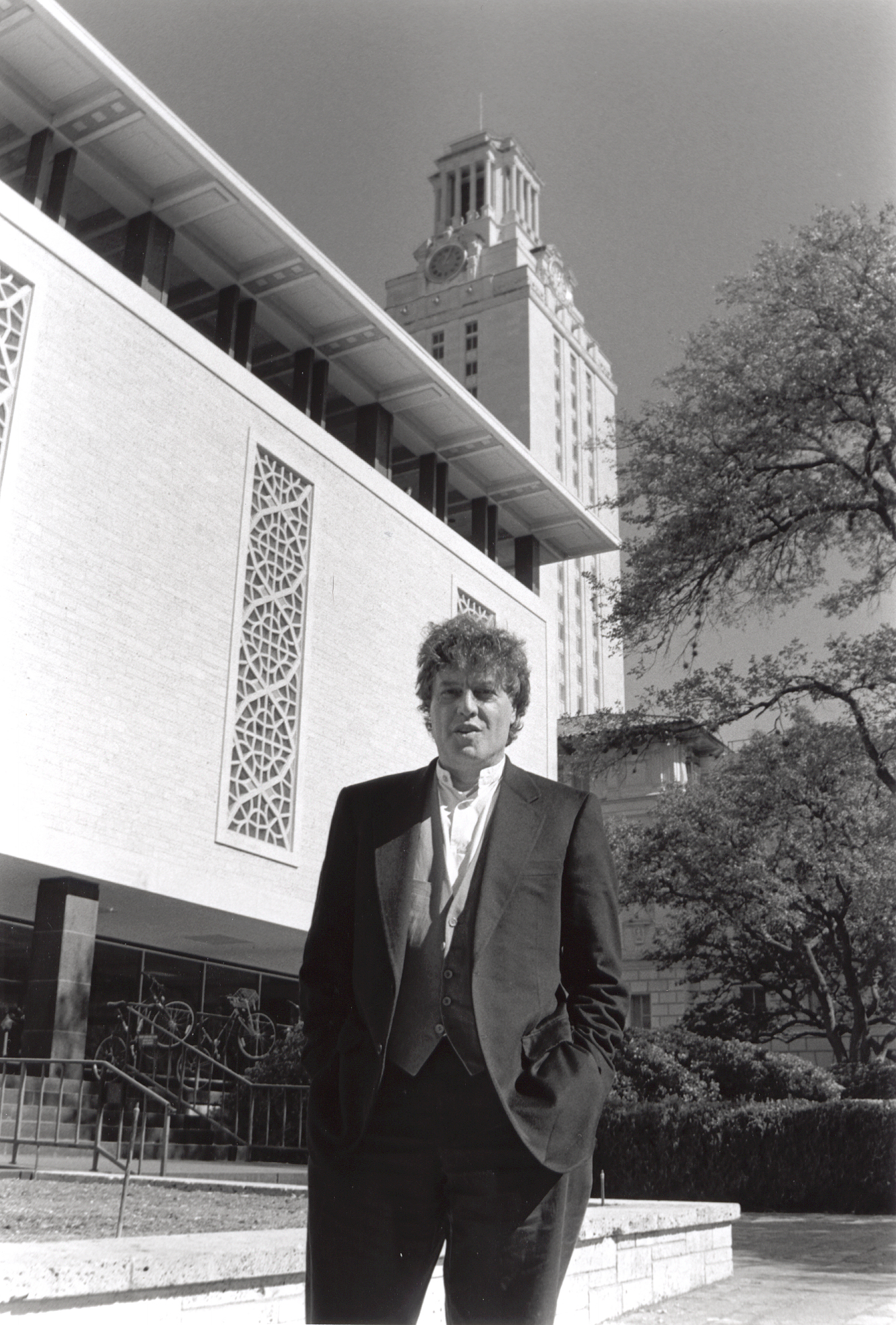
Stoppard a Harry Ransom Centerben, 1996

Stoppard iratait az austini Texasi Egyetem Harry Ransom Központjában tárolják. Az archívumot először a Stoppard hozta létre 1991-ben, és folyamatosan bővül. A gyűjtemény gépírással és kézzel írt piszkozatokból, lektorált oldalakból, vázlatokból és jegyzetekből áll; gyártási anyagok, beleértve a szereplők listáját, díszletrajzokat, ütemterveket és fényképeket; színházi programok; plakátok; hirdetések; hulladék; oldal- és gályalevonatok; porvédő kabátok; levelezés; jogi dokumentumok és pénzügyi dokumentumok, beleértve az útleveleket, szerződéseket, valamint jogdíj- és számlakivonatokat; útvonalak; Időpont-könyvek és naplólapok; fényképek; Kotta; hangfelvételek; egy scrapbook; alkotás; ülések jegyzőkönyvei; és publikációk.

## Kiadott munkái
Regény
- 1966: Lord Malquist and Mr Moon

Színdarab
- 1964: A Walk on the Water
- 1965: The Gamblers – based on the novel The Gambler(wd) by Dostoevsky
- 1966: Tango – adapted from Sławomir Mrożek's play and Nicholas Bethell translation, premiered at the Aldwych Theatre(wd)
- 1966: Rosencrantz and Guildenstern Are Dead
- 1968: Enter a Free Man – developed from A Walk on the Water
- 1968: The Real Inspector Hound
- 1969: Albert's Bridge – premiered at St. Mary's Hall in Edinburgh
- 1969: If You're Glad I'll Be Frank – premiered at St Mary's Hall in Edinburgh
- 1970: After Magritte – frequently performed as a companion piece to The Real Inspector Hound
- 1971: Dogg's Our Pet – premiered at the Almost Free Theatre(wd)
- 1972: Jumpers
- 1972: Artist Descending a Staircase
- 1974: Travesties
- 1976: Dirty Linen and New-Found-Land – first performed on 6 April 1976
- 1976: 15-Minute Hamlet
- 1977: Every Good Boy Deserves Favour – written at the request of André Previn (the play calls for a full orchestra)
- 1978: Night and Day
- 1979: Dogg's Hamlet, Cahoot's Macbeth – two plays written to be performed together
- 1979: Undiscovered Country – an adaptation of Das Weite Land by the Austrian playwright Arthur Schnitzler
- 1981: On the Razzle – based on Einen Jux will er sich machen by Johann Nestroy
- 1982: The Real Thing
- 1982: The (15 Minute) Dogg's Troupe Hamlet – revision of 1979 play, Stoppard's contribution to eight one-act plays by eight playwrights performed as Pieces of Eight
- 1983: English libretto for The Love for Three Oranges (original opera by Sergei Prokofiev)
- 1984: Rough Crossing – based on Play at the Castle by Ferenc Molnár
- 1986: Dalliance – an adaptation of Arthur Schnitzler's Liebelei
- 1987: Largo Desolato – a translation of a play by Václav Havel
- 1988: Hapgood
- 1993: Arcadia
- 1995: Indian Ink – based on Stoppard's radio play In the Native State
- 1997: The Invention of Love
- 1997: The Seagull – a translation of the play by Anton Chekhov
- 2002: The Coast of Utopia – a trilogy of plays: Voyage, Shipwreck, and Salvage
- 2004: Enrico IV (Henry IV) – a translation of the Italian play by Luigi Pirandello[80] First presented at the Donmar Theatre, London, in April 2004.
- 2006: Rock 'n' Roll – First public performance 3 June 2006 preview at the Royal Court Theatre(wd).
- 2010: The Laws of War – a contribution to a collaborative piece for a one-night benefit performance in support of Human Rights Watch(wd)[81]
- 2015: The Hard Problem
- 2020: Leopoldstadt

Eredeti művek rádióhoz
- 1964: The Dissolution of Dominic Boot
- 1964: 'M' is for Moon Amongst Other Things
- 1966: If You're Glad I'll be Frank
- 1967: Albert's Bridge
- 1968: Where Are They Now? – written for school radio
- 1972: Artist Descending a Staircase
- 1982: The Dog It Was That Died
- 1991: In the Native State – later expanded to become the stage play Indian Ink (1995).
- 2007: On Dover Beach[82]
- 2012: Albert's Bridge, Artist Descending a Staircase, The Dog It Was That Died, and In the Native State have been published by the British Library as Tom Stoppard Radio Plays[83]
- 2013: Darkside – written for BBC Radio 2[62]

Televíziós műsorok
- A Separate Peace transmitted August 1966[84]
- Teeth
- Another Moon Called Earth (containing some dialogue and situations later incorporated into Jumpers)
- Neutral Ground (a loose adaptation of Sophocles' Philoctetes(wd))
- Professional Foul
- Squaring the Circle
- 1970: The Engagement, a television version of The Dissolution of Dominic Boot on NBC Experiment in Television[85]

Színművek és könyvek filmes és televíziós adaptációja
- 1975: Three Men in a Boat (1975 film) adaptation of Jerome K. Jerome's novel for BBC Television[86]
- 1975: The Boundary co-authored by Clive Exton(wd), for the BBC
- 1978: Despair – screenplay for the film directed by Rainer Werner Fassbinder, starring Dirk Bogarde, based on the novel by Vladimir Nabokov[87]
- 1979: The Human Factor – a film adaption of the novel by Graham Greene[88]
- 1985: Brazil co-authored with Terry Gilliam and Charles McKeown(wd), script nominated for an Academy Award
- 1987: Empire of the Sun(wd) first draft of the screenplay[89]
- 1989: Indiana Jones and the Last Crusade final rewrite of Jeffrey Boam's(wd) rewrite of Menno Meyjes's(wd) screenplay
- 1990: The Russia House screenplay for the 1990 film of the John le Carré novel
- 1990: Rosencrantz & Guildenstern are Dead – won the Golden Lion and which he also directed[90]
- 1998: Shakespeare in Love co-authored with Marc Norman(wd); script won an Academy Award
- 1998: Poodle Springs(wd) teleplay adaptation of the novel by Robert B. Parker(wd) and Raymond Chandler
- 2001: Enigma(wd) film screenplay of the Robert Harris novel[91]
- 2005: Star Wars: Episode III – Revenge of the Sith dialogue-polish of George Lucas's screenplay
- 2005: The Golden Compass a draft screenplay, not produced
- 2012: Parade's End(wd), television screenplay for BBC/HBO of Ford Madox Ford's series of novels(wd)
- 2012: Anna Karenina(wd), film screenplay of the Leo Tolstoy novel[92]
- 2014: Tulip Fever, film screenplay of the Deborah Moggach(wd) novel

### Magyarul
- Tom Stoppard: Árkádia; ford. Várady Szabolcs; in: Holdfény. Öt mai angol dráma; vál., utószó Giles Croft, Upor László, jegyz. Upor László; Európa, Bp., 1995
- Travesztiák. Vígjáték két felvonásban; ford. Vajda Miklós; in: Színház, 1998/dec.
- Drámák – Európa, Budapest, 2002 · ISBN 9630772647 · fordította: Békés Pál, Hamvai Kornél, Nádasdy Ádám, Ruttkay Zsófia, Upor László, Varró Dániel, Vas István · vál., szerk., utószó Upor László
- William Shakespeare: Hamlet / Tom Stoppard: Rosencrantz és Guildenstern halott – M-érték, Budapest, 2004 (Kötelező mértékkel) · ISBN 9639519839 · fordította: Arany János, Vas István
- Hapgood / Rock and roll – Európa, Budapest, 2007 · ISBN 9789630783859 · fordította: Merényi Anna, Upor László · utószó Upor László
- Marc Norman(wd) és Tom Stoppard forgatókönyve alapján színpadra alkalmazta Lee Hall: Szerelmes Shakespeare (Shakespeare in Love) – XXI. Század, Budapest, 2017 · ISBN 9786155638701 · fordította: Szabó T. Anna
- Árkádia (Arcadia) – 1998 · fordította: Várady Szabolcs

## Fordítás
- Ez a szócikk részben vagy egészben  a   Tom Stoppard című angol Wikipédia-szócikk fordításán alapul.  Az eredeti cikk szerkesztőit annak laptörténete sorolja fel. Ez a jelzés csupán a megfogalmazás eredetét és a szerzői jogokat jelzi, nem szolgál a cikkben szereplő információk forrásmegjelöléseként.